# Чинго (вулкан)
Чинго (исп. Volcán Chingo) — вулкан на границе Гватемалы и Сальвадора. Высота над уровнем моря вершины — 1775 м. Является частью Центральноамериканской вулканической дуги. Сведения об известных извержениях отсутствуют.